# یاکوب فربروخن
یاکوب فربروخن (هلندی: Jakob Verbruggen؛ زادهٔ ۱۹۸۰ میلادی) کارگردان فیلم و کارگردان تلویزیونی اهل بلژیک است.
از فیلم‌ها یا مجموعه‌های تلویزیونی که وی در آن‌ها نقش داشته‌است، می‌توان به سقوط، مردان علیه آتش، خانه پوشالی، روان‌پزشک و هجوم اشاره نمود.